# 여섯개의 그림자
여섯개의 그림자는 1969년 공개된 대한민국의 영화이다.

## 배역
- 윤정희
- 남궁원
- 신성일
- 허장강

## 수상
- 1970년 제6회 백상예술대상
  - 영화부문 음악상 - 전정근